# ژوزه کلایتون
ژوزه کلایتون (انگلیسی: José Clayton؛ زادهٔ ۲۱ مارس ۱۹۷۴) یک بازیکن فوتبال اهل برزیل است.
وی همچنین در تیم ملی فوتبال تونس بازی کرده‌است.